# Чепігові
Чепігові (Coliidae) — родина птахів, єдина сучасна родина у ряді чепігоподібних (Coliiformes). Містить два роди і шість видів.

## Поширення
Зустрічаються виключно в саванах Африки на південь від Сахари.

## Зовнішній вигляд
Дрібні птахи з довгими загостреними хвостами і короткими заокругленими крилами. У птахів-мишей довге пір'я на хвості і м'яке, сіро-коричневе оперення. Завдяки його щільності вони можуть безпечно і швидко пересуватися крізь колючі чагарники. У всіх видів на голові є помітний чубок. У деяких видів на лицьовій частині і на шиї є сині та червоні мітки. Зовнішні пальці на лапах дуже рухливі. Завдяки виступаючим назад гострим кігтям вони дуже уміло пересуваються по деревах і можуть висіти униз головою. Їхні короткі сильні дзьоби вигнуті вниз.

## Життя у природі
Вони дуже суспільні птахи і живуть в зграйках з близько 20 особин. Під час загального відпочинку птахи-миші збираються в тісну компанію і гріють один одного.
Окремі види птахів-мишей ледве відрізняються один від одного за розміром і забарвленням також важко розрізнити самців від самок. Масивні, недбало звиті гнізда чашовидної форми будуються на деревах або в чагарниках, куди птахи відкладають по 2-4, іноді навіть 8 яєць з білуватою або плямистою шкаралупою. Насиджують 11-14 днів. Пташенята вилітають на 17 день. Основна їжа птахів-мишей — ягоди і фрукти.

## Класифікація
- Базальні та некласифіковані викопні форми
  - Рід †Primocolius
  - Рід †Oligocolius
  - Рід †Masillacolius
- Підродина Чепіжині (Coliinae)
  - Рід Чепіга (Colius) 
    - Чепіга ангольська (Colius castanotus)
    - Чепіга намібійська (Colius colius)
    - Чепіга білоголова (Colius leucocephalus)
    - Чепіга бурокрила (Colius striatus)
- Підродина Паярні (Urocoliinae)
  - Рід Паяро (Urocolius) 
    - Паяро вохристоволий (Urocolius indicus)
    - Паяро синьошиїй (Urocolius macrourus)